# دي آر (إذاعة)
دي آر (بالإنجليزية: DR, Danmarks Radio)‏ وهو اسم المنظمة حتى عام 1996) هي هيئة الإذاعة الوطنية الدنماركية؛ تأسست عام 1925 كهيئة خدمة عامة وهي الآن أقدم وأكبر شركة إعلام في الدنمارك؛ كانت هذه الشركة واحدة من ال23 منظمة التي أسست اتحاد البث الأوروبي عام 1950؛ دي آر تُمَول بواسطة ضريبة مفروضة على كل مالك لجهاز راديو أو تليفزيون أو حاسوب قادر على استقبال البث الرقمي لدي آر حتى ولو لم يكن مالك الجهاز يستخدم خدمات دي آر.

## وصلات خارجية
- دي آر (بالعربية)
- دي آر (اللغة الدنماركية)